# Георг Фридрих I фон Хоенлое-Валденбург
Георг Фридрих I фон Хоенлое-Валденбург (на немски: Georg Friedrich I von Hohenlohe-Waldenburg; * 30 април 1562, Валденбург; † 22 октомври 1600, Валденбург) е граф на Хоенлое-Валденбург-Лангенбург.

## Произход
Той е единственият син на граф Еберхард фон Хоенлое-Валденбург (1535 – 1570) и съпругата му Агата фон Тюбинген (1533 – 1609), дъщеря на граф Конрад V фон Тюбинген-Лихтенек († 1569) и Йохана фон Цвайбрюкен-Лихтенберг († сл. 1532)..
Брат е на Йохана фон Хоенлое-Валденбург-Лангенбург (1557 – 1585), омъжена на 30 януари 1575 г. за граф Готфрид фон Йотинген-Йотинген (1554 – 1622).

## Фамилия
Георг Фридрих I се жени на 21 август 1586 г. във Валденбург за Доротея Ройс-Плауен (1570 – 1631), дъщеря на граф Хайнрих XVI Ройс-Гера (1530 – 1572) и графиня Доротея фон Золмс-Лаубах (1547 – 1595). Те имат децата:

- Агата Доротея (1588 – 1625)
- Лудвиг Еберхард (1590 – 1650), граф на Хоенлое-Валденбург-Пфеделбах и Глайхен, женен на 28 ноември 1610 г. във Валденбург за Доротея фон Ербах-Ербах (1593 – 1643)
- Филип Хайнрих (1591 – 1644), граф на Хоенлохе-Валденбург, женен на 7 май 1615 г. в Нойенщайн за Доротея Валпурга фон Хоенлое-Нойенщайн (1590 – 1656)
- Барбара (1592 – 1665), омъжена за граф Волфганг Ернст фон Льовенщайн-Вертхайм (1578 – 1636), син на граф Лудвиг III фон Льовенщайн
- Агнес (1593 – 1644)
- Георг Фридрих II (1595 – 1635), граф на Хоенлое-Валденбург, 1615 г. в Шилингсфюрст и Глайхен, женен на 7 април 1616 г. в Бутцбах за графиня Доротея София фон Золмс-Хоензолмс (1595 – 1660)